# 바스코다가마 (고아주)

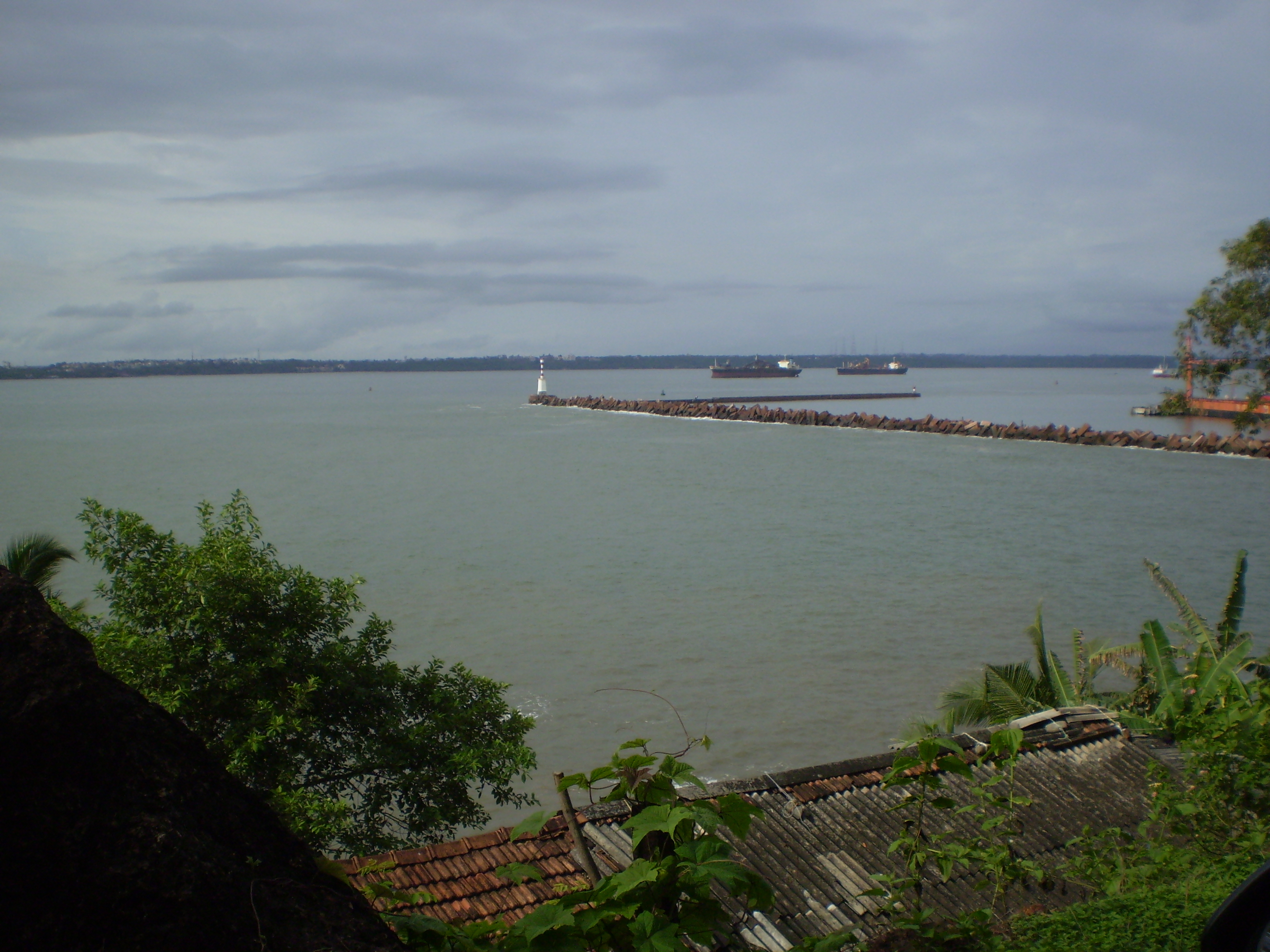
바스코 항구

바스코다가마(Vasco da Gama)는 인도 고아주의 도시이다. 포르투갈 탐험가 바스쿠 다 가마의 이름을 따서 명명되었다. 하구(Mormugão taluka)의 중심지이다. 이 도시는 모르무가오(Mormugao) 반도의 서쪽 끝, 주아리 강 어귀에 위치하고 있으며 고아의 수도인 파나지에서 약 30킬로미터(19마일), 지역 본부인 마르가오에서 28킬로미터(17마일), 다보림 공항에서 약 5킬로미터(17마일) 떨어져 있다.
이 도시는 1543년에 건설되었으며 1961년 인도군이 고아를 합병할 때까지 포르투갈의 손에 남아 있었다. 1888년에 건설된 모르무가오 항구는 여전히 아시아의 바쁜 해상 운송로로 남아 있다. 이 항구는 당시 고아 지역의 자민다르였던 갈리 시다야(Gali Sidhayya)와 동맹을 맺은 포르투갈 왕에 의해 건설되었다. 독립된 인도의 주요 항구 중 하나이다. 인도 해군과 해안경비대 선박을 건조하는 조선소(Goa Shipyard Limited)도 1957년(포르투갈 시대)에 건설되었다. 처음에는 도시의 항구 주변에 'Estaleiros Navais de Goa'라는 이름으로 건설되었지만, 이 지역은 포르투갈의 존재가 끝난 이후 해상 순찰 및 보안의 다른 여러 부서를 위한 건설로 확장되었다. 인도 해군은 해군 기지 INS 한사를 포함한 광대한 캠퍼스와 항구를 통해 이곳에서 확실한 존재감을 갖고 있다.

## 기후
열대 몬순 기후이다.
| Vasco da Gama의 기후     | Vasco da Gama의 기후 | Vasco da Gama의 기후 | Vasco da Gama의 기후 | Vasco da Gama의 기후 | Vasco da Gama의 기후 | Vasco da Gama의 기후 | Vasco da Gama의 기후 | Vasco da Gama의 기후 | Vasco da Gama의 기후 | Vasco da Gama의 기후 | Vasco da Gama의 기후 | Vasco da Gama의 기후 | Vasco da Gama의 기후 |
| 월                       | 1월                  | 2월                  | 3월                  | 4월                  | 5월                  | 6월                  | 7월                  | 8월                  | 9월                  | 10월                 | 11월                 | 12월                 | 연간                 |
| ------------------------ | -------------------- | -------------------- | -------------------- | -------------------- | -------------------- | -------------------- | -------------------- | -------------------- | -------------------- | -------------------- | -------------------- | -------------------- | -------------------- |
| 일평균 최고 기온 °C (°F) | 31.1 (88.0)          | 31.2 (88.2)          | 31.4 (88.5)          | 32.0 (89.6)          | 31.6 (88.9)          | 27.9 (82.2)          | 26.7 (80.1)          | 26.7 (80.1)          | 27.5 (81.5)          | 29.5 (85.1)          | 31.3 (88.3)          | 31.6 (88.9)          | 29.9 (85.8)          |
| 일일 평균 기온 °C (°F)   | 25.4 (77.7)          | 25.9 (78.6)          | 27.0 (80.6)          | 28.4 (83.1)          | 28.5 (83.3)          | 26.1 (79.0)          | 25.2 (77.4)          | 25.1 (77.2)          | 25.5 (77.9)          | 26.5 (79.7)          | 26.8 (80.2)          | 26.1 (79.0)          | 26.4 (79.5)          |
| 일평균 최저 기온 °C (°F) | 20.4 (68.7)          | 20.9 (69.6)          | 23.0 (73.4)          | 25.2 (77.4)          | 26.1 (79.0)          | 24.9 (76.8)          | 24.3 (75.7)          | 23.9 (75.0)          | 23.9 (75.0)          | 24.2 (75.6)          | 23.0 (73.4)          | 21.5 (70.7)          | 23.4 (74.2)          |
| 평균 강수량 mm (인치)    | 1 (0.0)              | 0 (0)                | 5 (0.2)              | 6 (0.2)              | 83 (3.3)             | 718 (28.3)           | 868 (34.2)           | 578 (22.8)           | 272 (10.7)           | 137 (5.4)            | 27 (1.1)             | 5 (0.2)              | 2,700 (106.4)        |
| 평균 강우일수            | 0                    | 0                    | 0                    | 1                    | 6                    | 20                   | 22                   | 21                   | 18                   | 12                   | 3                    | 1                    | 104                  |
| 평균 상대 습도 (%)       | 64                   | 67                   | 74                   | 74                   | 76                   | 89                   | 91                   | 91                   | 89                   | 84                   | 72                   | 63                   | 78                   |
| 출처: Climate data.org   |                      |                      |                      |                      |                      |                      |                      |                      |                      |                      |                      |                      |                      |